# 環北路 (中壢區)
環北路為臺灣桃園市中壢區的重要幹道之一，全線屬於省道台1線的一部分。起於民權路二段，銜接環西路二段；止於延平路，銜接普義路。屬於中壢平鎮外環道路系統。

## 沿經行政區域
- 桃園市
  - 中壢區

## 車道配置
- 全線:雙向各二車道並設置中央綠化分隔島

## 沿線設施
（由西至東）
- 老街溪
- 捷運環北站
- 中壢區公所(380號)[1]
- 桃園市政府青年事務局(390號)
- 凱撒雙星辦公大樓
  - 安泰商業銀行西壢分行(394號)[2]
  - 臺灣土地銀行北中壢分行(400號)[3]
  - 兆豐國際商業銀行北中壢分行(406號)[4]
- 渣打銀行環北分行(405號)[5]
- 中華郵政中壢環北郵局(413號)[6]
- 桃園市中壢區新街國民小學 （页面存档备份，存于）(延平路176號)
- 中壢天晟醫院(延平路155號)[7]
- 新街溪